# الحب والصداقة (رواية)
الحب والصداقة ( بالإنجليزية Love and friendship)- رواية من تأليف الروائية الإنجليزية جين أوستن، يعود تاريخها إلي العام 1790م، وقد كتبت أوستن
حكايانها في ثلاثة مجلدات (أعمال الصبا) في فترة من 11 إلي 18 عامًا، ولا تزال هذه المجلدات موجودة، واحدة في مكتبة بودليان والاثنتين الأخريين في المتحف البريطاني. وهي تتضمن: الحب والصداقة، التي كتبتها عندما كان عمرها 14 عامًا، وتاريخ إنجلترا، الذي كتبته عندما كان عمرها 15 عامًا. وغيرهما من أعمال أخرى.

## الملخص
يُعتقد أن أوستن كتبتها في شكل رسائل مثل روايتها القصيرة المعنونة بــــــــــ "السيدة سوزان"، الحب والصداقة هي إحدى الحكايات التي كتبتها لتسلية عائلتها. كانت مخصصة لابنة عمها إليزا دي فيوليد، المعروفة باسم "La Comtesse de Feuillide". ربما كانت الأجزاء المكتوبة كرسائل من البطلة لورا إلى ماريان، ابنة صديقتها إيزابيل، بمثابة قراءات ليلية من قبل جين الصغيرة في منزل أوستن. من الواضح أن الحب والصداقة هي محاكاة ساخرة للروايات الرومانسية التي قرأتها أوستن عندما كانت طفلة. وهذا واضح حتى من العنوان الفرعي "مخدوع في الصداقة وخائن في الحب" الذي ينتقص من العنوان. الرواية من حيث الشكل، تشبه القصة حكاية خرافية في عرض المصادفات الجامحة وتحولات الحظ، لكن أوستن مصممة على السخرية من تقاليد القصص الرومانسية، وصولاً إلى الفشل الذريع لنوبات الإغماء الرومانسية، والتي دائمًا ما تنتهي بشكل سيئ على الشخصيات النسائية. تُظهر القصة تطور ذكاء أوستن الحاد وازدراءها للحساسية الرومانسية، وهي سمة من سمات رواياتها اللاحقة.

## ملخص الرسائل
وهي عبارة عن مجموعة كبيرة من الرسائل، نذكر من بينها

### الرسالة الأولي
من إيزابيل إلى لورا، ويتمفيها تقديم لمحة عن حياة لورا من وجهة نظر إيزابيل. تطلب إيزابيل من لورا أن تحكي "مصائب ومغامرات" حياتها لماريان ابنة إيزابيل. تجادل إيزابيل أنه بما أن لورا ستبلغ الخامسة والخمسين من عمرها، فقد تجاوزت خطر "العشاق البغيضين" و"الآباء العنيدين". تحدد هذه الرسالة الأولية بقية رواية أوستن من خلال رسائل لورا إلى ماريان.

### الرسالة الثانية
لورا إلى إيزابيل، تتضمن هذه الرسالة رد من لورا على إيزابيل. اختلفت لورا في البداية مع تقييم إيزابيل بأنها في مأمن من "المصائب" لمجرد تقدمها في السن. توافق لورا على الكتابة إلى ماريان وتفصيل تجارب حياتها "لإرضاء فضول ماريان" وتعليمها دروسًا مفيدة. تلك الدروس المستفادة من المصائب التي سببها "العشاق البغيضون" و"الآباء العنيدين". يسلط بوبلافسكي الضوء على أهمية العلاقة بين الإناث وعشاقهن وأيضًا بين الإناث وآبائهن كوسيلة تستطيع أوستن من خلالها انتقاد السلوك الأنثوي النمطي. كما رأينا في جميع أنحاء العمل، يتم انتقاد هاتين العلاقتين باستمرار من خلال الحكايات الساخرة. تظهر علاقات جانيتا مع والدها وعشيقها كابيتان ماكنزي في الرسالة الثانية عشرة، أوستن وهي تسخر من تقلب الروابط الأسرية والعلاقات الرومانسية.

### الرسالة الثالثة
لورا إلى ماريان، تقدم لورا لمحة موجزة عن أصول والديها، وولادتها في إسبانيا، وتعليمها في أحد الأديرة في فرنسا. في عمر 18 عامًا، تعود لورا إلى منزل والديها في ويلز. تتوقف لورا لتصف نفسها في هذا العمر. وهي تؤكد على "إنجازاتها"، والتي كانت في تلك الفترة هي الأشياء التي جعلت المرأة رفيقة أفضل لزوجها المستقبلي. تنهي لورا الرسالة بطرح فكرة أن مصائبها في الحياة "لا تترك انطباعًا أقل مما كانت عليه في أي وقت مضى"، لكن إنجازاتها بدأت تتلاشى. إن عدم اليقين في ذاكرة لورا يجعل عمل أوستن يشبه الحكاية الخيالية في صفات الغموض التي تتسم بها.

### الرسالة الرابعة
لورا إلى ماريان، هنا تكشف أوستن العلاقة بين لورا وإيزابيل. أخبرت لورا ماريان أن إيزابيل كانت واحدة من جيرانها القلائل في ويلز وأن إيزابيل أقامت في الحي بسبب "ظروف المعوزة" و"لدوافع اقتصادية". تصور لورا إيزابيل على أنها تتمتع بإنجازات أقل وجمال أقل منها، لكنها تسافر بشكل أفضل. تحذر إيزابيل لورا من "الغرور التافه والتبديدات الخاملة" في لندن وباث وساوثهامبتون، بينما تغرس في لورا الرغبة في استكشاف العالم.

### الرسالة الخامسة عشرة
تتوقف الحافلة للمسافرين من أجل أن يتناولوا وجبة الإفطار. تبحث لورا عن فيلاندر وجوستافوس وتتحدث معهما، لكنها لا تسأل عن الأوراق النقدية التي اختفت في حضورهما. في سن الخامسة عشرة، أخذ فيلاندر وجوستافوس 900 جنيه وهربا. وقاموا بتقسيم الأموال إلى طرود لإنفاقها على أشياء مختلفة. ذهبوا إلى لندن وأنفقوا المال في سبعة أسابيع. انضموا إلى المسرح وبدأوا في الأداء في المسرحيات. ذهب فيلاندر وجوستافوس إلى جدهما للحصول على المال وغادرا بمجرد حصولهما على الأوراق النقدية. وتستمر الرحلة إلى إدنبره. يقرر السير إدوارد أن يمنح لورا 400 جنيه إسترليني سنويًا لأنها أرملة ابنه. تنتقل لورا إلى مرتفعات اسكتلندا وتعيش في "عزلة حزينة" حدادًا على وفاة عائلتها وزوجها وصديقها. أوغوستا تتزوج جراهام. يتزوج السير إدوارد من السيدة دوروثيا على أمل الحصول على ممتلكاتها. انتقل فيلاندر وجوستافوس إلى كوفنت جاردن وقاما بأداء عروضهما تحت اسم لويس وكويك. يواصل زوج فيليبا قيادة العربة من إدنبرة إلى ستيرلنج.